# Cabezas del Pozo
Cabezas del Pozo és un municipi de la província d'Àvila, a la comunitat autònoma de Castella i Lleó.

## Demografia
| 1991 | 1996 | 2001 | 2004 |
| ---- | ---- | ---- | ---- |
| 229  | 179  | 157  | 129  |